# Brandy armeno
Il Brandy Ararat (in armeno Հայկական կոնյակ?), internazionalmente conosciuto come Brandy armeno, è un distillato pregiato prodotto in Armenia dalla Yerevan Brandy Company. Questo marchio di brandy è rinomato per la sua alta qualità e il suo ricco patrimonio storico.

## Storia
Il Brandy Ararat ha una lunga storia che risale al 1887, quando Nerses Tairyan, un imprenditore armeno, fondò la prima distilleria di brandy in Armenia. Nel corso degli anni, la produzione di brandy in Armenia è cresciuta costantemente, e nel 1899, la distilleria fu ribattezzata "Shustov & Sons" in onore del suo nuovo proprietario, Nikolaj Shustov. Durante il periodo sovietico, la produzione di brandy si è ulteriormente sviluppata e il brandy armeno ha guadagnato fama internazionale.
Dopo l'indipendenza dell'Armenia nel 1991, la distilleria è stata rinominata "Yerevan Brandy Company". Oggi, il Brandy Ararat è uno dei principali prodotti di esportazione dell'Armenia e continua a essere celebrato per la sua qualità e tradizione.

## Produzione
Il Brandy Ararat viene prodotto utilizzando un processo di distillazione che combina tradizione e tecnologia moderna. Le uve utilizzate per la produzione vengono raccolte nelle regioni vinicole dell'Armenia, dove il terreno fertile e il clima favorevole contribuiscono alla qualità delle materie prime.
Dopo la fermentazione, il vino ottenuto viene sottoposto a un processo di distillazione in alambicchi di rame. Questo processo è seguito da un lungo periodo di invecchiamento in botti di rovere caucaso, che conferisce al brandy il suo caratteristico sapore e aroma.

## Linea di prodotti
Il Brandy Ararat offre una varietà di espressioni, ciascuna con le proprie caratteristiche uniche. Tra le espressioni più rinomate ci sono:
- Ararat 3 Stelle: Un brandy giovane e fresco, ideale per cocktail e miscelazioni.
- Ararat 5 Stelle: Un brandy equilibrato con un gusto morbido e armonioso.
- Ararat Nairi: Un brandy pregiato, invecchiato per un minimo di 20 anni, caratterizzato da un sapore complesso e persistente.

### Riconoscimenti
Il Brandy Ararat ha ricevuto numerosi premi e riconoscimenti internazionali per la sua qualità e eccellenza. Le competizioni di settore e le giurie specializzate hanno costantemente premiato il brandy Ararat per il suo gusto distintivo e la sua artigianalità.